# Галера (герб)
Галера (пол. Galera) — польский дворянский герб.

## Описание
В расчетверённом щите накинут щиток, в голубом поле которого галера. В полях щита, золотых и красных накрест, в первом и четвёртом, по одному чёрному двуглавому орлу, а во втором и третьем каменные трёхбашенные ворота.
Щит покрыт дворянскою короною. Герб Галера внесён в Часть 2 Гербовника дворянских родов Царства Польского, стр. 34.

## Герб используют
Галеры, вышедшие из Италии и поселившиеся в Польше около 1700 года. Братья Егор и Осип служившие в Литовском войске, первый Майором, а последний Капитаном, в награду заслуг их и отца их Ивана, возведены в Польские дворяне Сеймовым постановлением 1768 года, а в 1789 году получили от Короля Станислава Августа грамоту на дворянство с вышеописанным гербом.